# Дипломатически мисии в Босна и Херцеговина
Това е списък на страните, които имат дипломатически мисии в Босна и Херцеговина.
Понастоящем в столицата Сараево има 41 посолства. 45 други страни имат посланици, акредитирани за Босна и Херцеговина със седалище в някоя от столиците от региона – най-често Виена или Будапеща.

## Посолства в Сараево
| - Австрия - България - Ватикан - Великобритания - Германия - Гърция - Дания - Египет - Иран - Испания - Италия - Катар - Китай - Либия - Северна Македония - Малайзия - Малтийски орден - Нидерландия - Норвегия - Пакистан | - Палестинска автономия - Полша - Румъния - Русия - Сан Марино - Саудитска Арабия - САЩ - Словакия - Словения - Сърбия - Турция - Унгария - Франция - Хърватия - Черна гора - Чехия - Швейцария - Швеция - Япония |

## Офиси на посолства и други мисии
- Белгия
- Европейски съюз
- Португалия
- Украйна

## Филиали на посолства
Баня Лука
- Великобритания
- Германия
- САЩ
- Словения
- Франция

Мостар
- САЩ

## Генерални консулства
Баня Лука
- Северна Македония (предстои да бъде открито)
- Сърбия
- Хърватия

Мостар
- Турция
- Сърбия
- Хърватия

Тузла
- Хърватия

## Акредитирани посолства
| - Австралия (Виена) - Албания (Загреб) - Алжир (Рим) - Ангола (Белград) - Аржентина (Виена) - Бангладеш (Хага) - Беларус (Белград) - Белгия (Виена) - Бразилия (София) - Буркина Фасо (Рим) - Грузия (Анкара) - Естония (София) - Замбия (Берлин) - Израел (Йерусалим) - Индия (Будапеща) - Индонезия (Будапеща) - Ирландия (Любляна) - Исландия (Виена) - Йемен (Берлин) - Йордания (Рим) - Канада (Будапеща) - Кипър (Будапеща) - Куба (Будапеща) - Кувейт (Хага) | - Латвия (Атина) - Литва (Будапеща) - Мали (Рим) - Малта (Валета) - Мароко (Будапеща) - Мексико (Белград) - Молдова (Будапеща) - Нигерия (Будапеща) - Нова Зеландия (Рим) - Обединени арабски емирства (Рим) - Оман (Рим) - Панама (Рим) - Перу (Будапеща) - Северна Корея (София) - Сирия (Белград) - Тайланд (Будапеща) - Танзания (Рим) - Филипини (Будапеща) - Финландия (Хелзинки) - Чили (Будапеща) - Шри Ланка (Виена) - Република Южна Африка (Атина) - Южна Корея (Будапеща) |